# 越洋航空
加拿大越洋航空（Air Transat）是一间总部位于加拿大魁北克蒙特利尔的航空公司，在30个國家63個地區經營定期航班和包机。枢纽机场為蒙特利尔皮埃尔·埃利奥特·特鲁多国际机场，而重点机场为多伦多国际机场和魁北克让·勒萨热国际机场。

## 历史

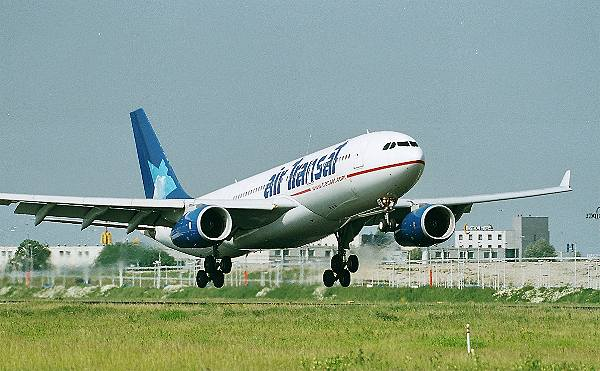
越洋航空舊塗裝的A330客機到達史基浦机场

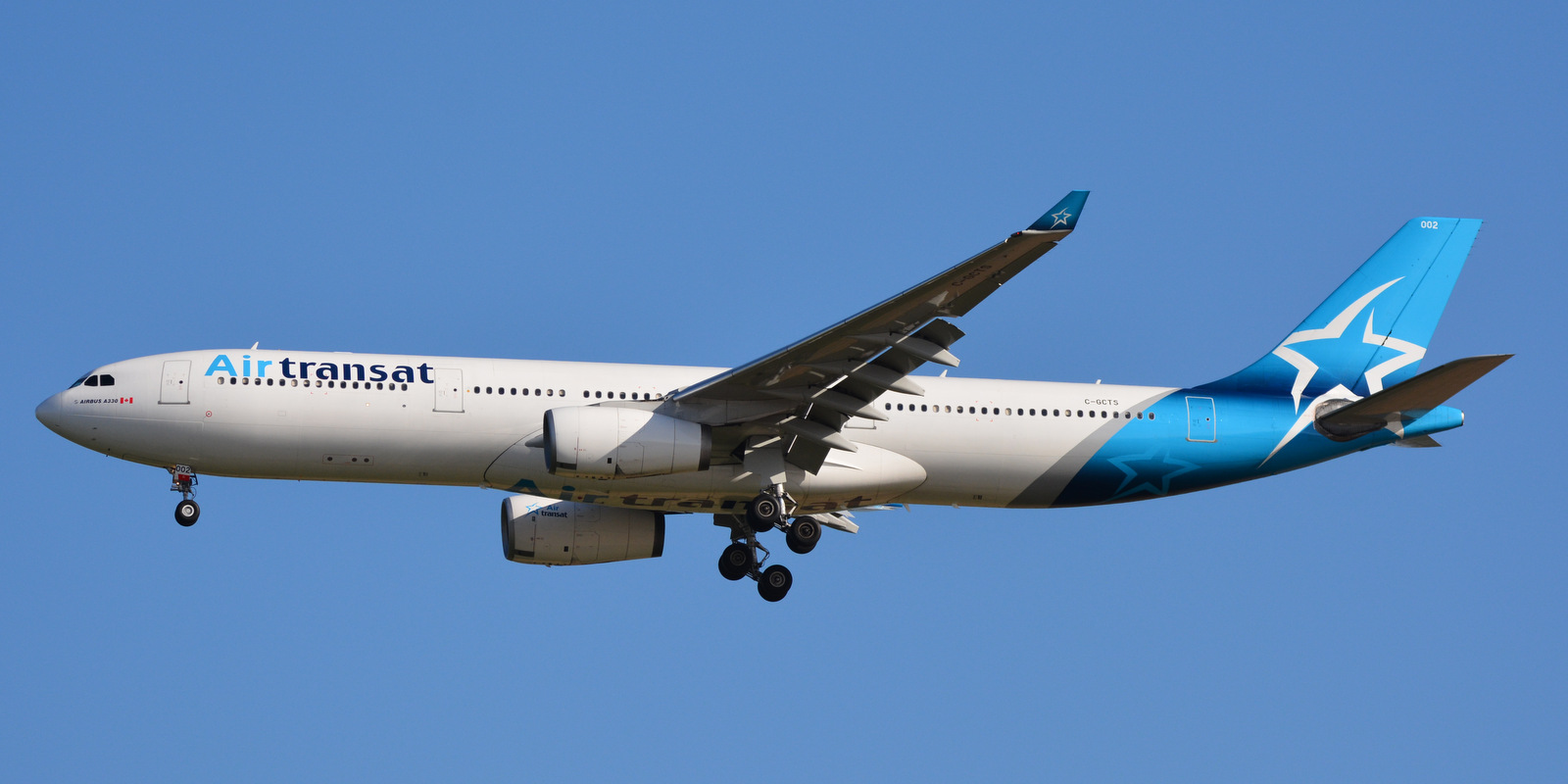
目前越洋航空空中巴士A330-300客机的塗裝，攝於2019年

越洋航空是由弗朗索瓦·勒戈及让-马尔·厄斯塔施、费利佩·苏罗、李纳·德·塞萨尔、伊翁·勒卡瓦利耶及皮埃尔·梅纳等合伙创办，弗朗索瓦·勒戈后来因为与合伙人发生分歧而于1997年退出。越洋航空于1986年12月宣告成立，於翌年11月14日首航，航班是从蒙特利尔飞往阿卡普尔科。现在，这间公司每年运送乘客250万人次。越洋航空和加拿大航空、加航Jazz和西捷航空都是加拿大最大的航空公司之一。
2014年2月前，越洋航空一度只营运宽体飞机，全球只有9家航空公司只营运宽体飞机。
2019年8月23日，加拿大航空宣布以7.2億加元收購越洋航空的母公司越洋公司。
2021年4月2日，歐盟表示不會批准現有合併計畫後，加拿大航空與越洋公司宣布終止合併。

## 事故列表
- 2001年8月24日，载有306名乘客的越洋航空236號班机，从多伦多飞往里斯本，在大西洋上空由于2号引擎安装不当导致燃油泄漏,在打破了民航机滑翔距离纪录后在亚速尔群岛紧急降落。
- 2005年3月6日，載有261名乘客和9名机组人员的越洋航空961号班机從古巴飛往魁北克市，由於方向舵脱落，在古巴巴拉德羅緊急降落。

## 代碼共享
越洋航空公司與CanJet、Enerjet和托马斯库克航空公司實行代碼共享。

## 機隊
截至2023年10月31日，越洋航空机队拥有的机型和数量如下：
| 机型             | 數量 | 已訂購 | 客舱布局 | 客舱布局 | 客舱布局 | 備註                 |  |
| 机型             | 數量 | 已訂購 | C        | Y        | 共計     | 備註                 |  |
| ---------------- | ---- | ------ | -------- | -------- | -------- | -------------------- |  |
| 空中巴士A321-200 | 8    | —      | —        | 198      | 198      |                      |  |
| 空中巴士A321LR   | 15   | 4      | 12       | 187      | 199      | 计划于2024年完成交付 |  |
| 空中巴士A321XLR  | —    | 4      | 待公布   | 待公布   | 待公布   | 计划于2027年完成交付 |  |
| 空中巴士A330-200 | 12   | —      | 12       | 320      | 332      |                      |  |
| 空中巴士A330-200 | 12   | —      | 12       | 333      | 345      |                      |  |
| 空中巴士A330-300 | 1    | —      | 12       | 334      | 346      |                      |  |
| 空中巴士A330-300 | 1    | —      | 12       | 351      | 363      |                      |  |
| 总計             | 36   | 8      |          |          |          |                      |  |

### 曾營運的客機型號

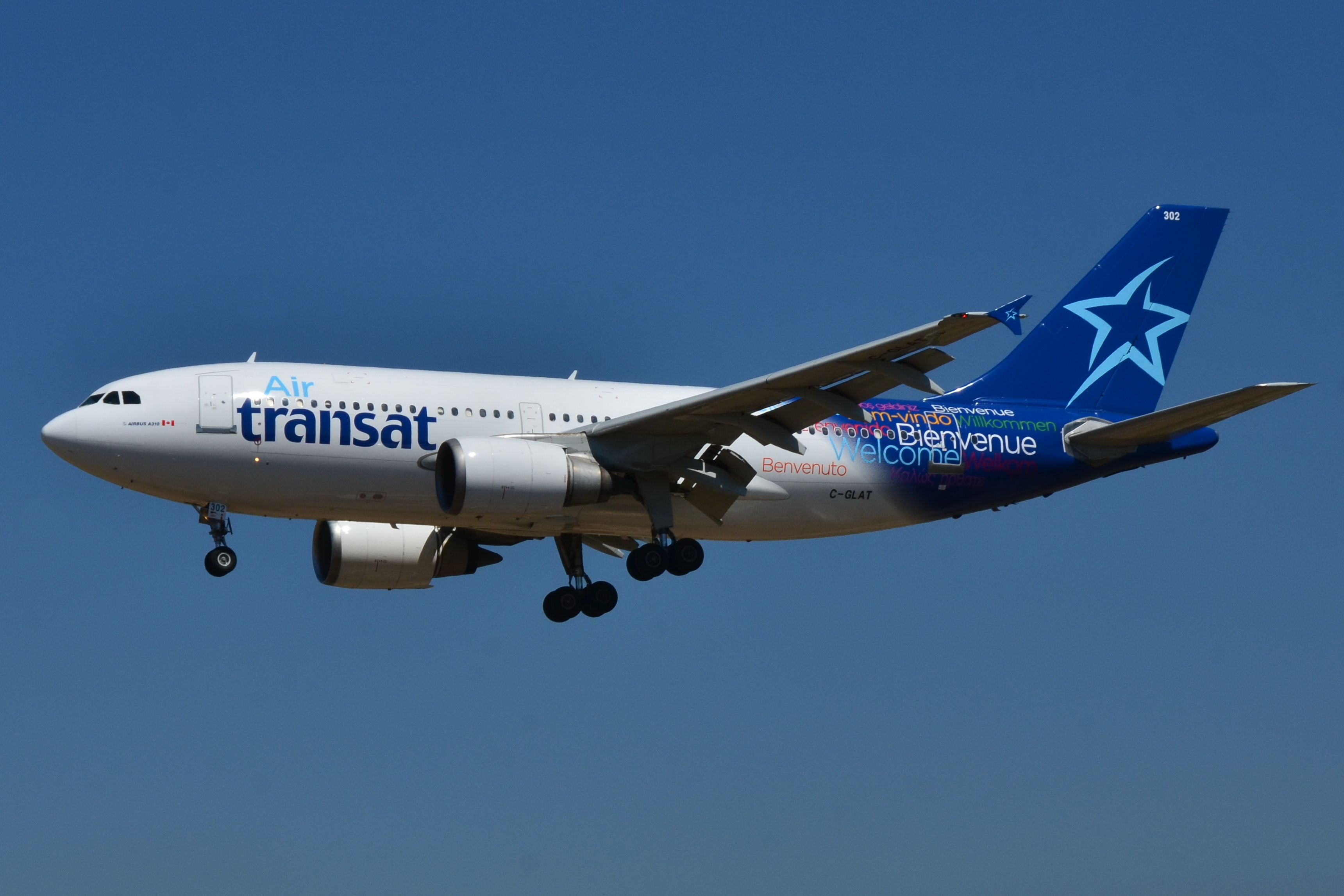
攝於2013年的空中巴士A310-300，該機使用舊塗裝

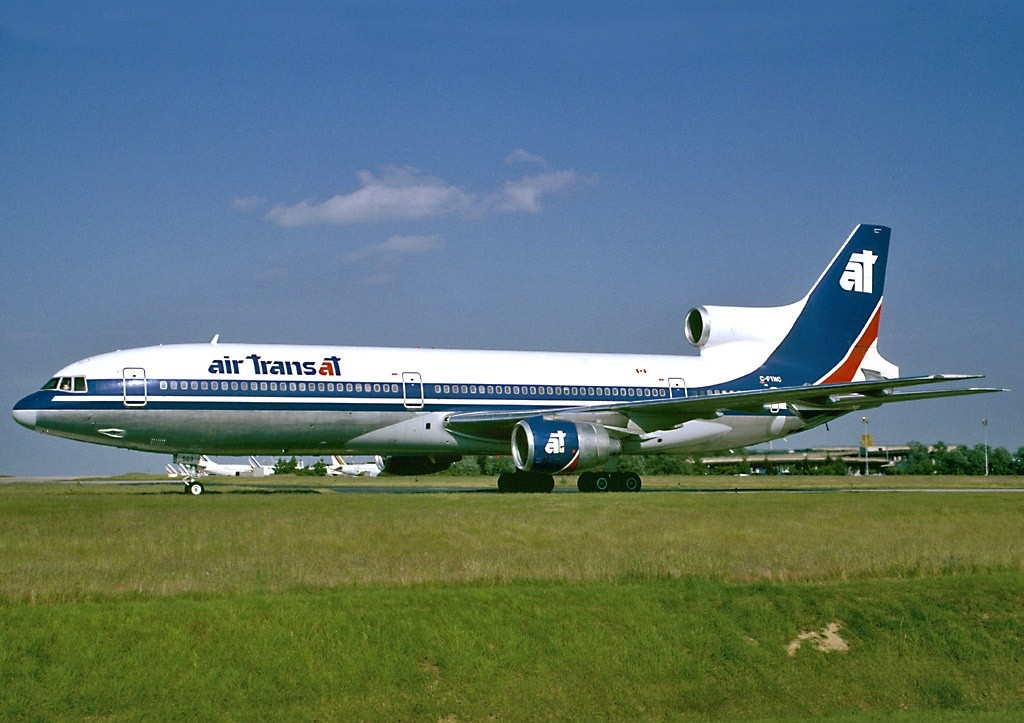
攝於1995年的洛歇L-1011，該機使用1995年的塗裝

- 空中巴士A310-300
- 空中巴士A320-200
- 波音727-200
- 波音737-400
- 波音737-700
- 波音757-200
- 洛歇L-1011-1三星
- 洛歇L1011-500三星